# Neasura nigroanalis
Neasura nigroanalis là một loài bướm đêm thuộc phân họ Arctiinae, họ Erebidae.